# Стрельба в детском саду Красноярска
Стрельба в детском саду Красноярска произошла 28 марта 2022 года. 19-летняя Полина Дворкина пришла с ружьём в детский сад, в котором планировала убить мальчиков. Перед этим дома она застрелила своего отца. Считается первым преступлением в России, совершённым на почве мизандрии и феминистской идеологии.

## Ход событий
28 марта 2022 года в 4 утра девушка, находясь дома, пряталась от пьяного отца в своей комнате. Он пытался выломить дверь с криками: «Я тебя породил, я тебя и убью». Восприняв эти слова как угрозу жизни, девушка зарядила своё ружьё. Когда отец смог проникнуть в комнату, она дважды ударила его гантелью по голове, отчего тот упал и начал истекать кровью. По словам Дворкиной, она испугалась и сперва намеревалась добить его гантелью, но не хотела, «чтоб отец мучился». Тогда решила взять ружьё и выстрелила в него, мужчина скончался на месте. Спустя несколько часов девушка направилась в детский сад №31 на улице Менжинского, спрятав ружьё под пальто. Преступница уже была знакома охране – она приходила туда за несколько дней до нападения под видом трудоустройства. Она смогла войти в здание под предлогом того, что ей нужно забрать ребёнка. Около 14:00 она вошла в здание детского сада. В группе «Карамельки» в это время на тихом часе спали 17 детей возрастом от 4 до 5 лет. Зайдя в здание, девушку заметила воспитательница, Дворкина сказала, что пришла за братом Артёмом. Однако Артёма в этой группе не было. Воспитательница заметила ружьё под пальто девушки, вставленное в штанину, и закричала, начав оказывать сопротивление. Во время задержания Дворкина выстрелила, но промахнулась, попав в стену. Девушку смогла задержать одна из работниц детсада, инструктор по физкультуре. Воспитатели удерживали девушку до приезда правоохранительных органов.

## Преступница

Дворкина на судебном заседании

Полина Платоновна Дворкина (при рождении — Софья Олеговна Кечина) — родилась в 2002 году в семье известной красноярской журналистки и Олега Кечина, директора и соучредителя издательского центра. Полина увлеклась идеями радикального феминизма в 12 лет. Изучала творчество зарубежных авторов этого движения и возненавидела мужчин. Стала бриться налысо, негативно высказывалась о лицах мужского пола и призывала к насилию над парнями. На суде Дворкина заявила, что с детства мать с отцом не занимались ей, она была предоставлена сама себе, родители сильно пили и не уделяли ей никакого внимания и не знали о её увлечениях. Незадолго до преступления девушка сменила фамилию, имя и отчество на Полину Дворкину в честь американской писательницы-феминистки Андреа Риты Дворкин. Осенью 2021 года Дворкина купила охотничье ружьё. Она отдавала себе отчёт в том, что не сможет справиться со взрослыми мужчинами, поэтому целью выбрала детский сад и мальчиков возрастом 4—5 лет. Перед нападением девушка написала феминистский манифест, который разослала в иностранные СМИ, в котором заявила о необходимости «совершения женщинами насильственных действий и убийств против мужчин». Своим манифестом, по её словам, она хотела выразить протест против «эксплуатации женщин».

### В заключении
По состоянию на 2025 год, Дворкина отбывает наказание в красноярском ИК-22, а также проходит лечение у врача-психиатра и посещает психолога. Ей поставили диагноз "полиморфное расстройство личности". 
Во время отбывания наказания в колонии Дворкину трудоустроили швеёй. Она привлекается к участию в культурно-массовых, воспитательных и спортивных мероприятиях. Также принимала участие в патриотических мероприятиях, посвященных Победе в Великой Отечественной войне и акции “Бессмертный полк”.

## Расследование
В отношении Дворкиной возбудили уголовное дело по статьям о покушении на убийство двух и более лиц, в том числе малолетних, и об убийстве. Следствие установило, что девушка, являясь приверженкой радикального феминизма, планировала убить всех детей мужского пола в детском саду. В рамках расследования были организованы проверки в отношении должностных лиц детсада и компании, оказывающей услуги по охране детсада. Проведённая психолого-психиатрическая экспертиза признала Дворкину вменяемой.
Во время нападения на детский сад Дворкина была в футболке с враждебной надписью на английском в отношении мужчин.
В апреле 2023 года суд оштрафовал Дворкину на 10 тысяч рублей по административной статье о возбуждении вражды или ненависти к «мужскому полу». Суд установил, что она отправила в СМИ феминистский «Манифест», в котором были призывы к совершению женщинами насильственных действий и убийств мужчин.
5 июля 2023 года суд приговорил Дворкину к 17 годам лишения свободы с ограничением свободы на 2 года и назначением амбулаторного лечения у психиатра по месту отбывания наказания. После отбытия срока Дворкиной на протяжении двух лет нельзя будет менять место жительства. Также был удовлетворён иск в пользу матери девушки, в размере 1 млн рублей в качестве моральной компенсации.

В последнем слове Дворкина заявила:
«Сейчас мышление изменилось… в СИЗО есть женщины, у которых есть дети, и они их любят… стала ценить семьи и маленьких детей… становится стыдно, когда женщины в СИЗО говорят о своих детях… осознала, что надо стремиться к семье, к добру, любви… стыдно, что в момент, когда граждане страны защищают родину, я совершила преступления…».
Дворкина подала апелляцию на решение суда, попытавшись оспорить приговор. 31 января 2024 года суд, рассмотрев апелляцию, оставил приговор без изменения.
Охранника детского сада дежурившую в день нападения, и её начальника, директора охранной фирмы наказали по статье 238 УК РФ (оказание услуг, не отвечающих требованиям безопасности), приговорив к 2,5 и 2 годам колонии общего режима. В марте 2024 года женщина-охранник была освобождена по УДО, позже в том же году был освобождён директор охранной фирмы.

## Реакция
В прокуратуре сообщили, что подобного преступления не было в истории России, где массовые стрелки совершают преступление, вдохновившись идеологией феминизма.
Российский блогер и активист Алексей Поднебесный, известный антифеминисткими взглядами, организовал петицию с просьбой привлечь к ответственности Дворкину по «мотиву ненависти к мужчинам».

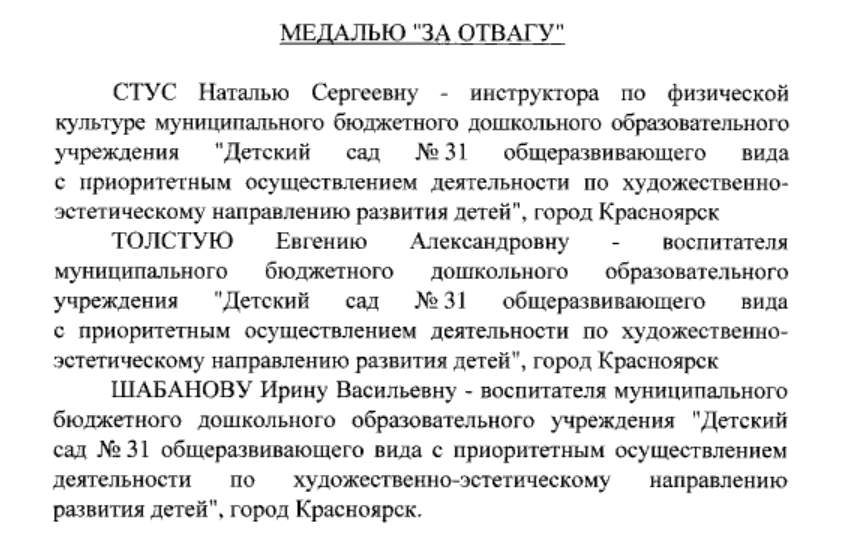
Указ президента РФ о награждении преподавателей остановивших нападавшую

Председатель Следственного комитета Александр Бастрыкин поставил на контроль ход расследования уголовного дела.
Президент России Владимир Путин наградил медалями «За отвагу» трёх красноярских воспитательниц, которые остановили нападавшую. Соответствующий указ президента был опубликован на сайте правовой информации.